# Decarya madagascariensis
Decarya madagascariensis är en tvåhjärtbladig växtart som beskrevs av Choux. Decarya madagascariensis är ensam i släktet Decarya som ingår i familjen Didiereaceae. Inga underarter finns listade i Catalogue of Life. Släktets vetenskapliga namn hedrar den franska finansmannen och botanikern Raymond Decary.
Arten förekommer endemisk på sydvästra och södra Madagaskar.
Decarya madagascariensis är utformad som buske eller träd som kan nå en höjd av 4 till 6 meter. Kvistarnas avsnitt är anordnade i sicksack-form.

## Bildgalleri

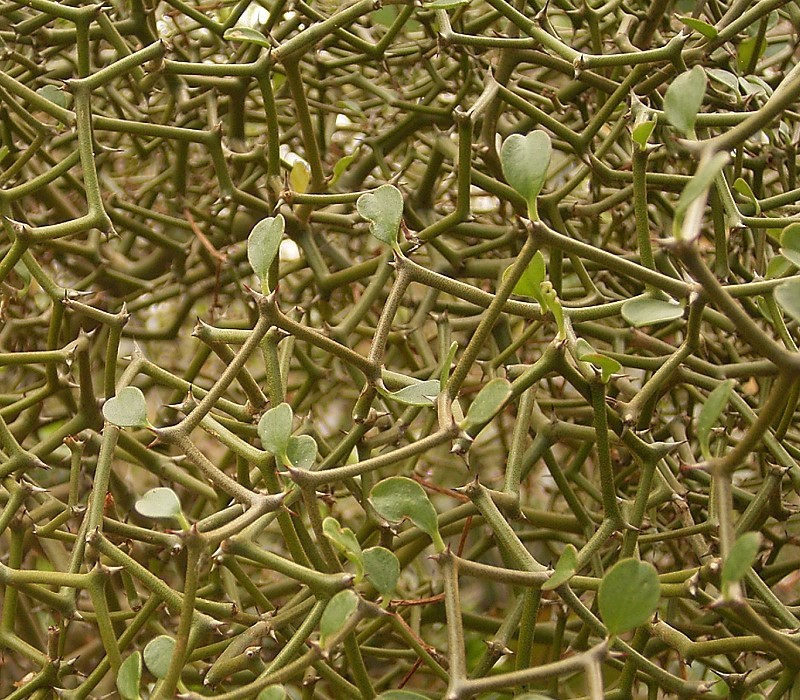
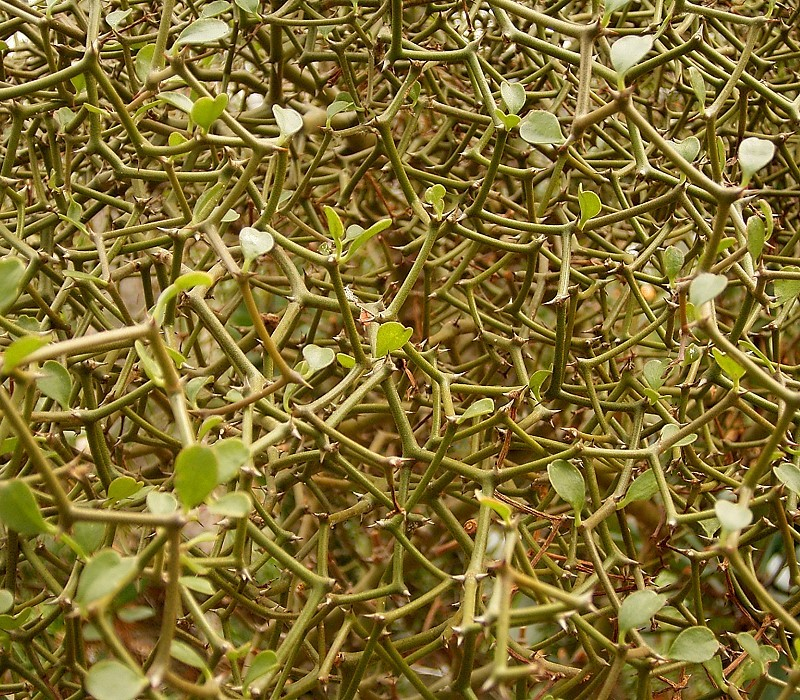
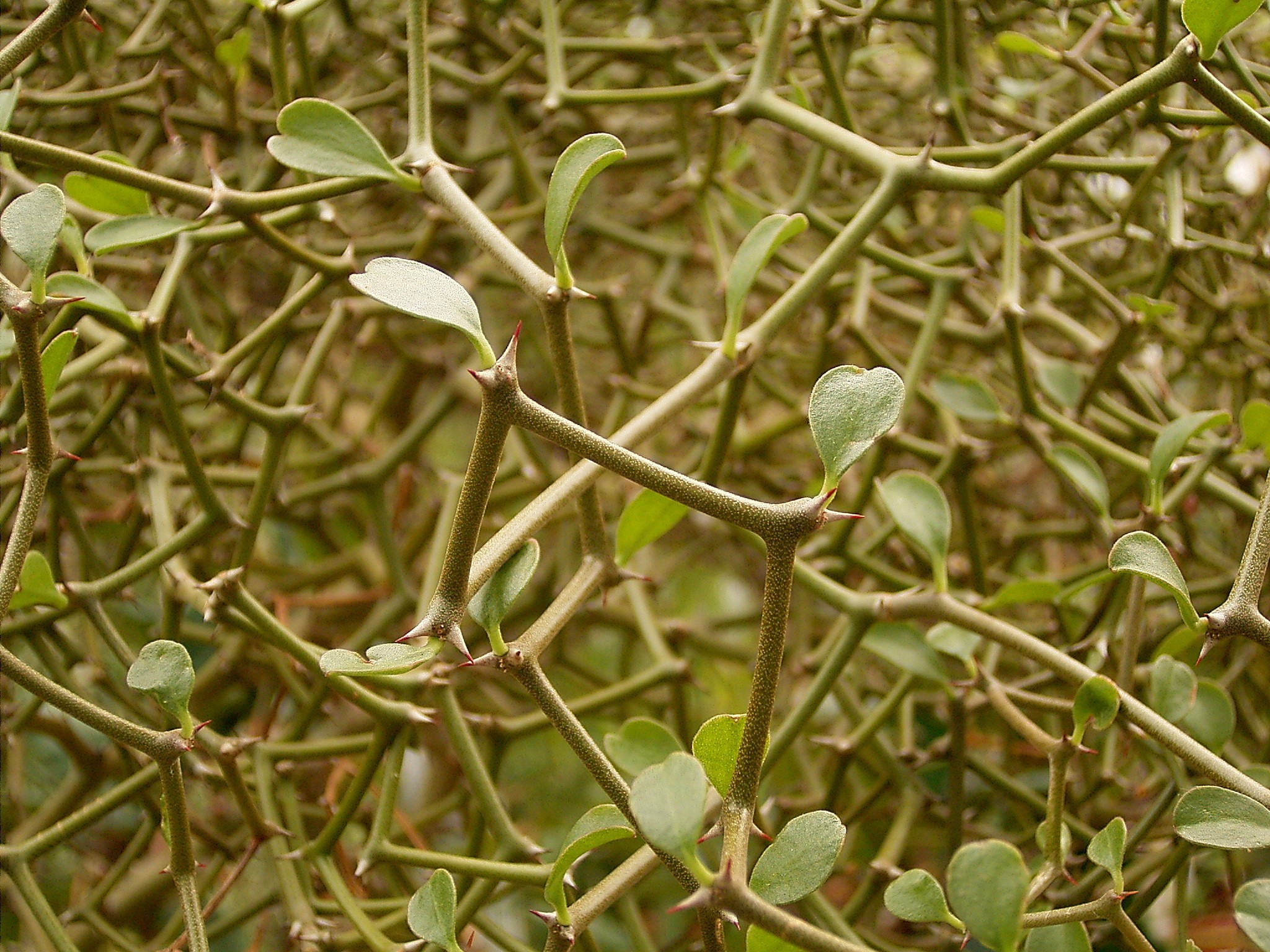
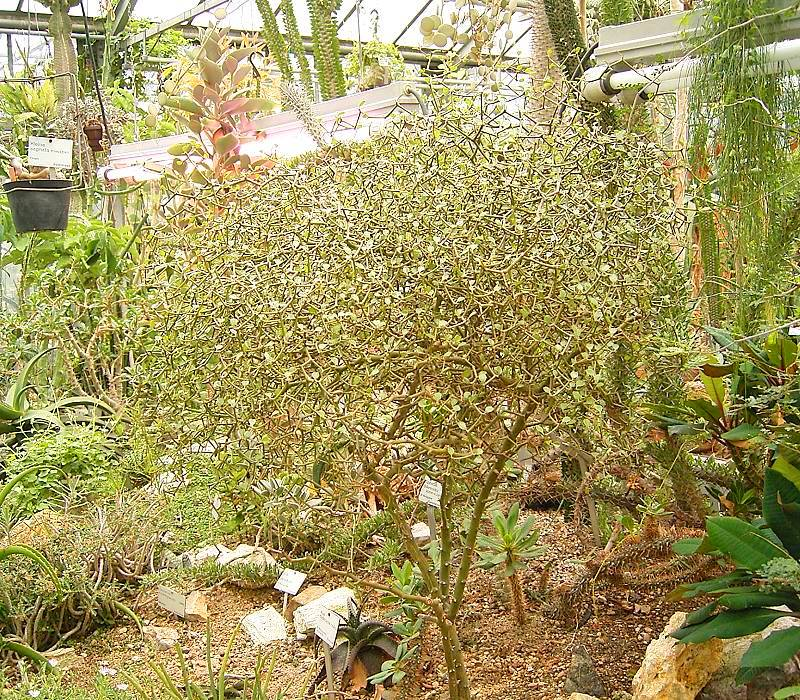
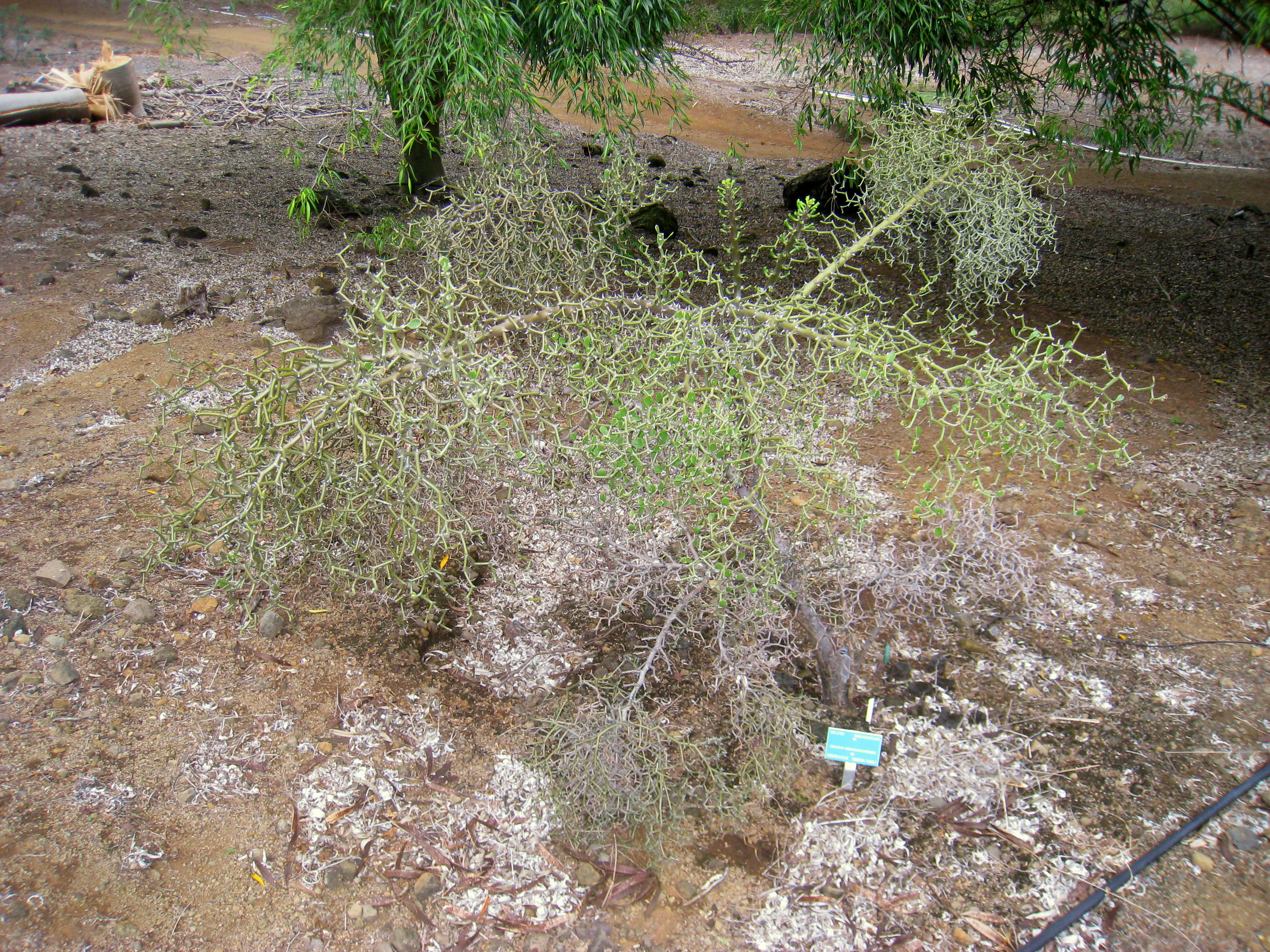
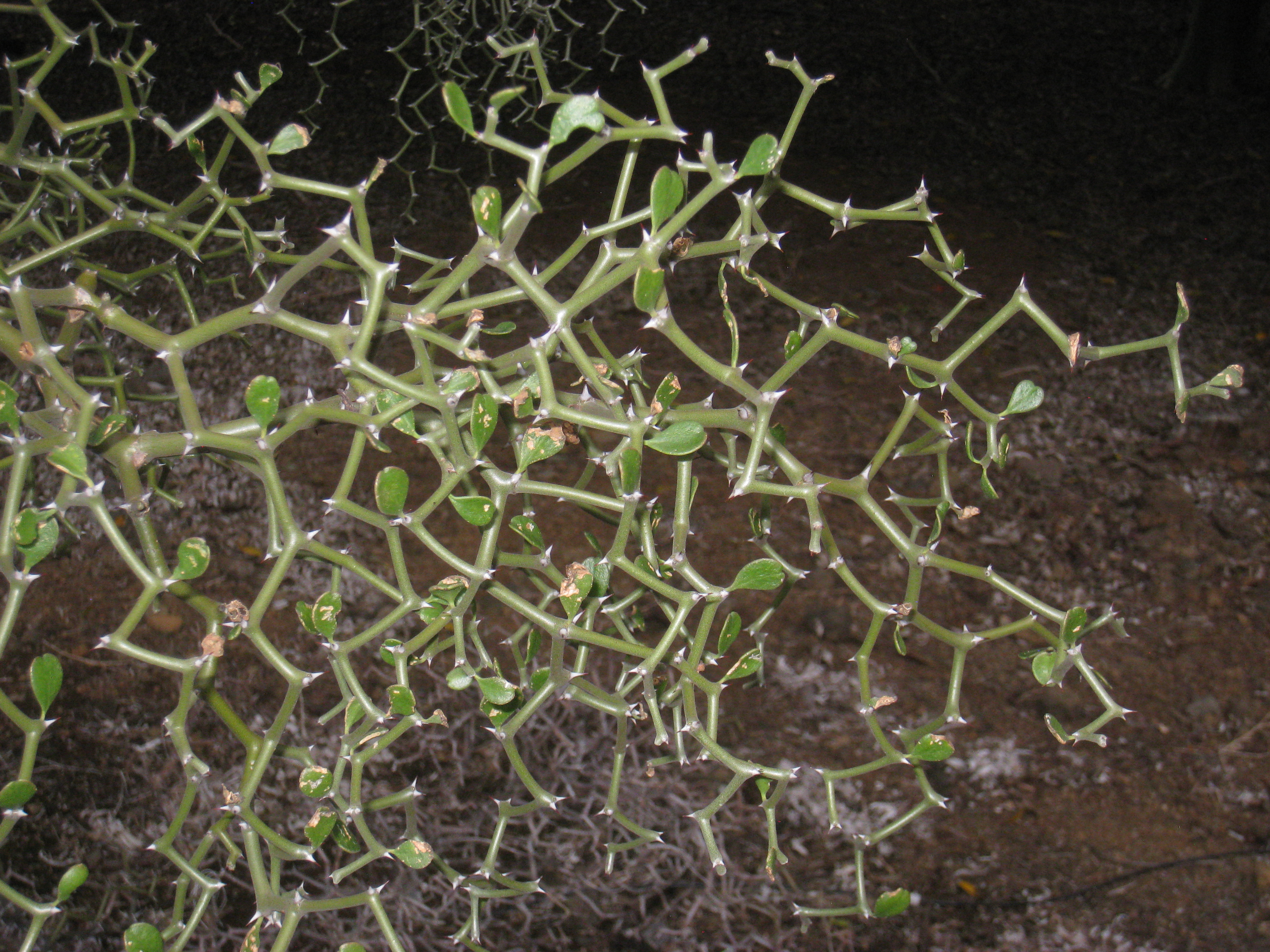